# Viki
Viki – wieś w Estonii, w prowincji Sarema, w gminie Kihelkonna.

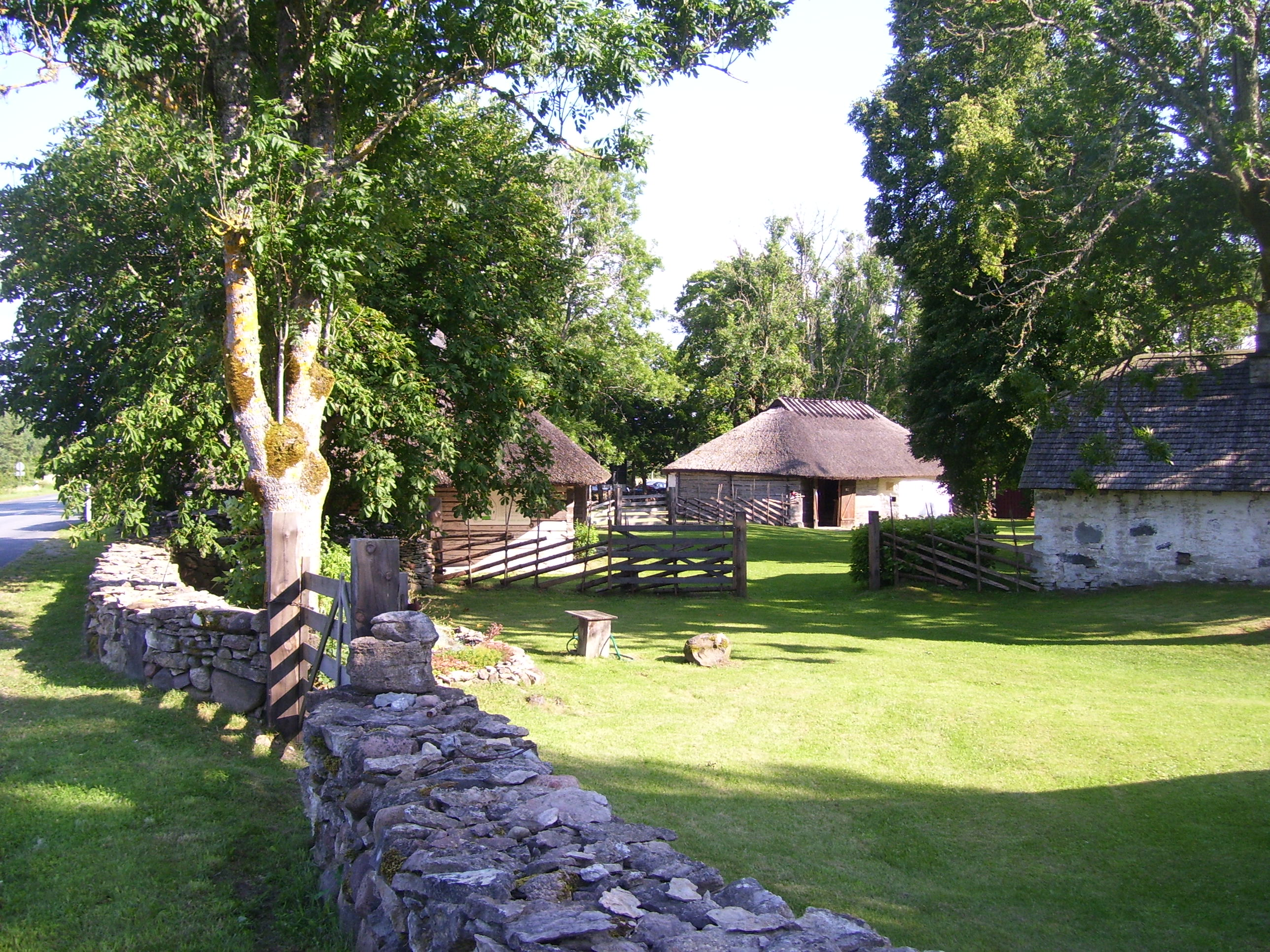
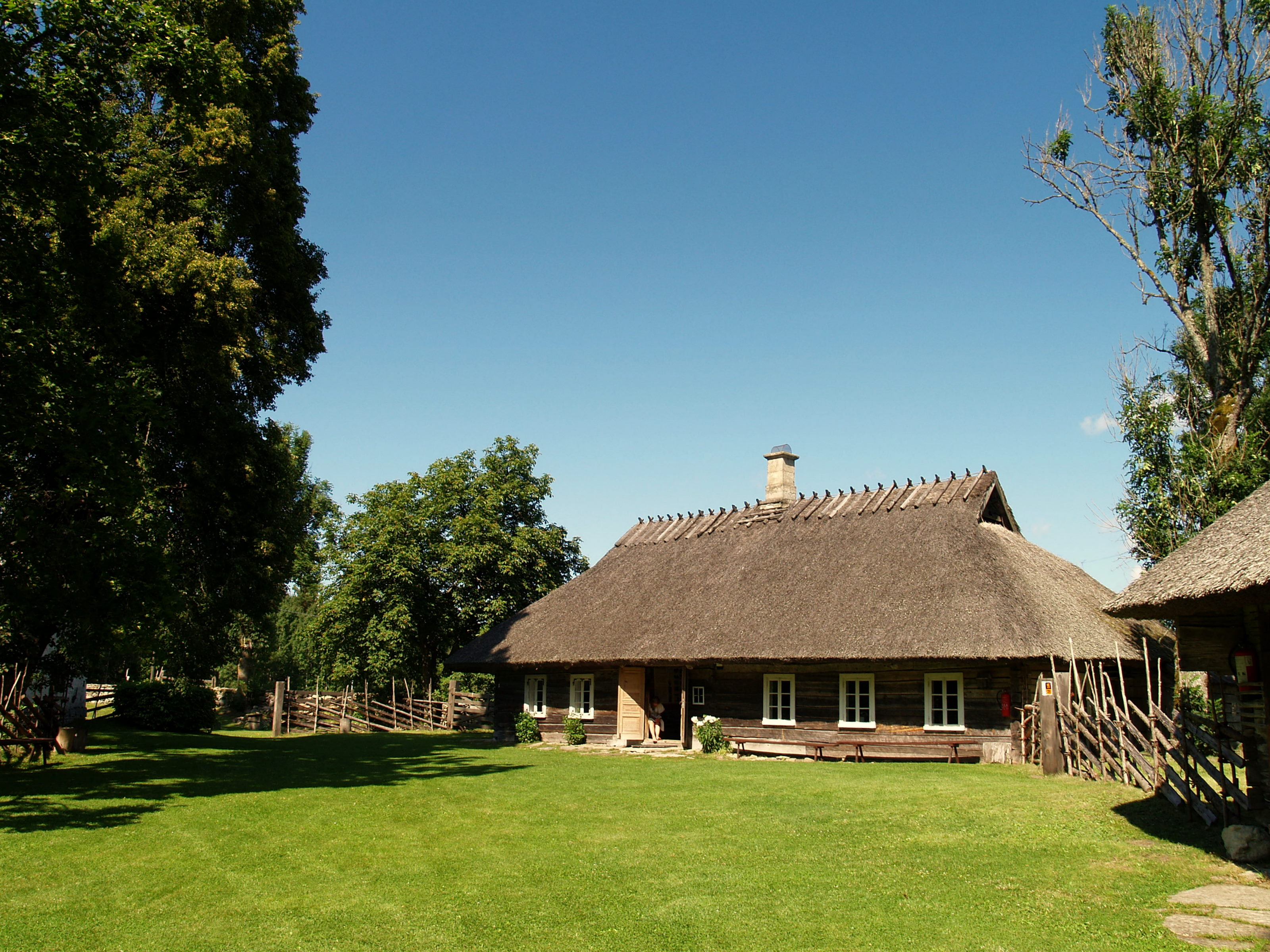